# Santo de Inzillo
Santo d'Inzillo, o "de Inzillo" (Soriano, 1º novembre 1694 – 1755), è stato un vescovo cattolico italiano.

## Biografia
Nato a Soriano (odierno Soriano Calabro) da una nobile famiglia locale, era il figlio di Natale e Anna Carroccia; in particolare il fratello maggiore Livio, giurista, fu membro del Consiglio Collaterale del Viceré e il nipote, conte Bruno d'Inzillo, fu dignitario presso la corte di Carlo III di Borbone.
Santo fu nominato protonotario apostolico il 17 giugno 1724; si laureò a Napoli in utroque iure il 14 ottobre 1726.
Uditore e visitatore apostolico della diocesi di Mileto, il 15 novembre 1728 fu ordinato vescovo titolare di Milasa (Mylassen in partibus infidelium).

## Genealogia episcopale
La genealogia episcopale è:
- Cardinale Scipione Rebiba
- Cardinale Giulio Antonio Santori
- Cardinale Girolamo Bernerio, O.P.
- Arcivescovo Galeazzo Sanvitale
- Cardinale Ludovico Ludovisi
- Cardinale Luigi Caetani
- Cardinale Ulderico Carpegna
- Cardinale Paluzzo Paluzzi Altieri degli Albertoni
- Papa Benedetto XIII
- Arcivescovo Ercole Michele d'Aragona
- Vescovo Santo de Inzillo

## Fonti
- Archivio Segreto Vaticano , vol. 2619 e 2748
- Settecento Calabrese Vol. I , Franz Von Lobstein pag. 270-271
- Tomaso Aceti, Grabrielis Barrii de Antiquitate et situ Calabriae, Roma 1737  pag. 137
- Archivio di Stato di Napoli
- Archivio di Stato di Vibo Valentia